# Științifico-fantasticul în Croația

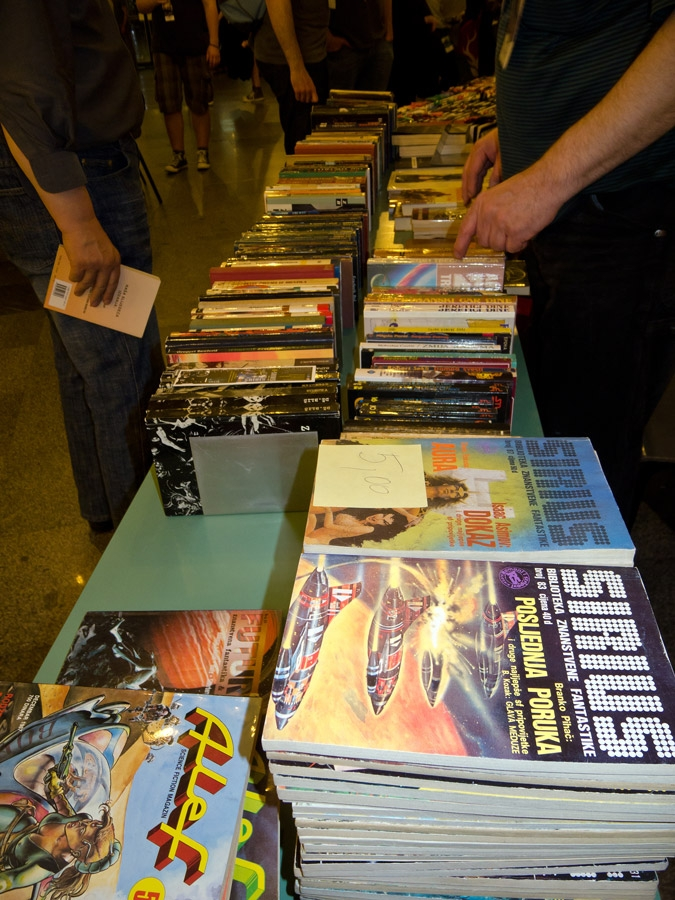
Revista SF Sirius

Științifico-fantasticul croat cuprinde revistele, cărțile și filmele realizate în acest domeniu în Croația. Științifico-fantasticul croat, în sensul modern, are o tradiție care se întoarce până la sfârșitul Primului Război Mondial. S-a dezvoltat timid în perioada interbelică și în anii 1950 - 1960. Științifico-fantasticul a atins maturitatea în Croația începând cu anii 1970 odată cu apariția revistei Sirius și fondarea primelor cluburi ale fanilor genului (fandomuri).

## Istorie
Revista Sirius a fost coloana vertebrală a creativității contemporane croate în domeniul științifico-fantastic. Din aprilie 1976 până în decembrie 1989 au apărut 164 de numere. În medie, fiecare revistă a apărut cu o povestire a unui autor local croat precum și traduceri ale autorilor străini de literatură SF. Revista a fost populară și în Slovenia. Perioada Sirius este considerată o perioadă de aur a literaturii SF în Croația și Iugoslavia. Moștenitoarea revistei a fost Futura, care a început să apară în 1992. Până la sfârșitul anului 2005 au apărut mai mult de 120 de numere.

## Literatură

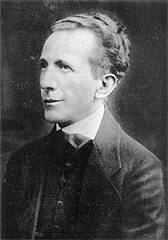
Milan Šufflay - autorul primului roman croat științifico-fantastic Străbătând Pacificul în 2255

Primele lucrări croate cu elemente științifico-fantastice apar în literatura croată dinainte și din primul război mondial: în romanul din 1918 Oceanul roșu (Crveni ocean) de Marija Jurić Zagorka bazat pe evenimentele din Revoluția din Octombrie, sau în povestirea Tancul roșu (Crveni tank) de Vladimir Nazor. Primul roman croat științifico-fantastic este Străbătând Pacificul în 2255 (Na Pacifiku god. 2255) de Milan Šufflay, care a apărut în foileton în 1924.
Mato Hanžeković a publicat în 1932 utopia Un om de rang (Gospodin čovjek) despre un grup de oameni care reconstruiesc civilizația distrusă de un război mondial.
Urmează alte lucrări: în 1927 Muri Massanga de Mladen Horvat și în 1930 romanele lui Aldion Degal (probabil un pseudonim): Racheta atomică (Atomska Raketa), Razele morții (Smrti zrake) și Scarabeul de smarald (Smaragdni skarabej).
În 1941, Zvonimir Furtinger și Stanko Radovanović au publicat sub pseudonimul Stan Rager romanul Majstor Omega osvaja svijet (Maestrul Omega cucerește lumea).
Primele benzi desenate SF croate au apărut în anii 1930: Musafirul din spațiu (Svemira gost iz, 1935) de  Božidar Rašić și Leontije Bjelski și Împărăteasa din ilegalitate (Carica Podzemna)  de Kresimir Kovacic și Andrija Maurović.
Urmează sfârșitul celui de-al doilea război mondial și venirea la putere a comunismului în Iugoslavia. În anii 1950 diferite edituri iugoslave au publicat numeroase numărului romane SF traduse (americane, sovietice și europene).
Mladen Bjažić și Zvonimir Furtinger a publicat în 1959 Cuceritorul 2 nu răspunde (Osvajač 2 se ne javlja). Cei doi au publicat în continuare Mireasa spațială (Svemirska nevjesta, 1960), Varamunga – orașul misterios (Varamunga - tajanstveni grad, 1960), Ciudata mașină a profesorului Kružić (Zagonetni stroj profesora Kružića, 1960), Reîntoarcere mortală (Mrtvi se vraćaju) în 1965  și Nimic fără Božena (Ništa bez Božene, 1973).
Angelo Ritig a publicat în 1961 romanul O trezire neobișnuită (Sasvim neobično buđenje, tradus în limba română în 1968 de Nicolae Mărgeanu și Victoria Frîncu și publicat de Editura Tineretului în Colecția SF) și în 1965 romanul Dragoste în zgîrie-nor (Ljubav u neboderu).
Silvije Ružić a publicat în 1961 romanul Dictatorul adormit (Uspavani diktator). În 1960, scriitorul de romane polițiste M. Nikolić a publicat romanul SF Zovem Jupiter... beležite.
Predrag Raos a publicat numeroase lucrări SF: romanul în două volume Naufragiu la Thule (Brodolom kod Thule, 1979, despre o primă expediție spațială spre Alfa Centauri), Mult zgomot pentru nimic (Mnogo vike nizašto, 1985, despre o expediție spre planeta Marte), Efort nul (Nul effort, 1990, despre o expediție care nimerește într-un război intergalactic) sau Vertikala (2006).
Neven Orhel a publicat două romane cu subiect medical, Alertă la secția de oncologie (Uzbuna na odjelu za rak) și Întâlnirea de la miezul nopții (Ponoćni susret). Hrvoje Hitrec a publicat în 1982 romanul Ur.
Printre scriitorii croați importanți care au scris și literatură științifico-fantastică se numără Pavao Pavličićși Goran Tribuson.

## Listă de scriitori croați
Acesta este o listă de scriitori croați cu lucrări în domeniul științifico-fantastic.
| - Neven Antičević - Branko Belan - Milena Benini - Mario Berečić - Mladen Bjažić - Jasmina Blažić - Ivo Brešan - Danilo Brozović - Petra Bulić - Ivana D. Horvatinčić - Radovan Devlić - Darije Đokić - Dean Fabić - Viktoria Faust - Zvonimir Furtinger - Ivan Gavran - Mirko Grdinić - Vesna Gorše - Marina Jadrejčić - Tatjana Jambrišak - Neven Jovanović - Goran Konvični - Zoran Krušvar - Igor Lepčin - Darko Macan - Mijo Pavić | - Ernie Gigante Dešković - Biljana Mateljan - Damir Mikuličić - Žarko Milenić - Krešimir Mišak - Denis Peričić - Dalibor Perković - Mihaela Marija Perković - Slobodan Petrovski - Branko Pihač - Zoran Pongrašić - Vesna Popović - Hrvoje Prćić - Živko Prodanović - Predrag Raos - Irena Rašeta - Dario Rukavina - Tereza Rukober - Veronika Santo - Vanja Spirin - Bojan Sudarević - Saša Škerla - Milan Šufflay - Zdravko Valjak - Zoran Vlahović - Aleksandar Žiljak |

## Filme
În 1977 a apărut filmul Mântuitorul (Izbavitelj) regizat de Krsto Papić și în 1981 Vizitatorii din galaxia Arkana (Gosti iz galaksije) regizat de Dušan Vukotić, primele filme ale științifico-fantasticului din Croația. Mântuitorul este considerat unul dintre cele mai bune filme croate realizate vreodată. În 2003 apare filmul Infekcija (Infecția) regizat de Krsto Papić, o refacere a filmului din 1977, Mântuitorul. În 2013 apare scurtmetrajul Gmaz (Reptiloid) regizat de Marin Mandir, despre reptilieni.

## Artiști
- Aleksandar Žiljak - ilustrator

## Premii

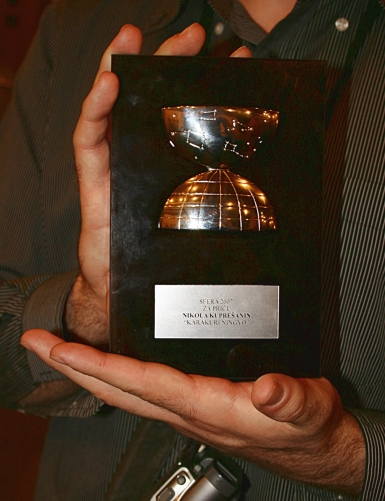
Premiul SFERA

Premiul SFERA este un premiu acordat de Societatea de Științifico-Fantastic SFera din Zagreb începând cu anul 1981. Până în 1991, premiul a fost acordat pentru întreaga Iugoslavie, iar din 1994 doar pentru operele publicate inițial în limba croată. Premiile se acordă celor mai bune lucrări de ficțiune speculativă: științifico-fantastice, fantastice și de groază. Este singurul premiul de acest gen din Croația.
În 1981, s-au acordat mai multe premii SFERA, pentru cea mai bună povestire, Prsten (Inelul) de Goran Hudec; pentru cel mai bun roman, Prepoznavanje (Recunoaștere) de  Miha Remec (scriitor sloven), și un premiu dedicat pentru emisiunea Eppur si muove de la Radio Zagreb. În 1982, premiul SFERA pentru cea mai bună povestire a fost acordat lucrării  Hajka de  Radovan Devlić, pentru întreaga carieră lui  Zvonimir Furtinger și un premiu dedicat pentru Dušan Vukotić. În 1983, premiul pentru cea mai bună povestire a revenit lucrării Vrijeme je, maestro (E timpul, maestre...) de Biljana Mateljan și a fost acordat un premiu dedicat  revistei Sirius.

## Reviste
Futura a fost o revistă de ficțiune speculativă (de literatură științifico-fantastică, fantastică și de groază) care a fost publicată pentru prima dată în octombrie 1992. Revista Futura a fost un succesor neoficial al revistei Sirius, care a fost publicată din aprilie 1976 până în decembrie 1989. Aproape fiecare ediție a revistei Futura a conținut una sau două povestiri ale autorilor locali, care au contribuit la dezvoltarea unei noi generații de scriitori SF croați la mijlocul anilor 1990, dintre care cei mai importanți sunt Marina Jadrejčić, Tatjana Jambrišak, Darko Macan și Aleksandar Žiljak.  Revista a fost publicată în mod regulat până în 2004, însă în 2005 au fost publicate doar șase numere. În 2006 au fost publicate doar trei reviste, iar în 2007 a apărut doar un singur număr. Futura și-a încetat apariția după publicarea numărului # 131 din decembrie 2010. Editorii revistei au fost: Vlatko Jurić-Kokić (numerele 1 - 5), Krsto A. Mažuranić (numerele 6 - 53), Mihaela Velina (numerele 31 - 93), Davorin Horak (numerele 94 - 116) și Milena Benini (117 - 131).

## Fandom
Fandomuri în Croația există din 1976, când societatea SF SFera a fost fondată. Există mai multe convenții, societăți și fanzine în Croația.

### Convenții
- SFeraKon (http://sferakon.org/)
- IstraKon (http://www.istrakon.hr Arhivat în 1 noiembrie 2016, la Wayback Machine.)
- RiKon (http://www.3zmaj.hr/rikon/ Arhivat în 15 septembrie 2008, la Wayback Machine.)
- Liburnicon (former Abbacon) (http://www.liburnicon.org Arhivat în 21 iulie 2014, la Wayback Machine.)

### Societăți
- SFera (http://www.sfera.hr)
- 3. Zmaj (http://www.3zmaj.hr)
- U.R.S.A. Maior (http://www.medvjed.com)
- U.S.S. Croatia (http://www.usscroatia.hr)
- Mos Croatia Spaceport (http://www.starwars.hr Arhivat în 27 septembrie 2011, la Wayback Machine.)
- Ognjeni Mač (http://www.larp.hr Arhivat în 11 ianuarie 2016, la Wayback Machine.)
- Klub Titan Atlas (http://klubtitanatlas.hr/)

### Fanzine
- Parsek (http://parsek.sfera.hr)
- Via Galactica (http://viagalactica.com)
- NOSF (http://nosf.net)
- Eridan (http://www.3zmaj.hr/eridan/ Arhivat în 17 octombrie 2007, la Wayback Machine.)
- The Void Fanzin (http://thevoidfanzin.wordpress.com/)

## Legături externe
- en  Croația la The Encyclopedia of Science Fiction.  Accesat la 5 aprilie 2019
- en  Științifico-fantasticul în Croația (Speculative and Dark Fiction in Croatia de Milena Benini) Adus la 15 septembrie 2017. Accesat la 5 aprilie 2019